# Molena (Georgia)
Molena es una ciudad ubicada en el condado de Pike en el estado estadounidense de Georgia. En el año 2010 tenía una población de 368 habitantes y una densidad poblacional de 81.7 personas por km².

## Geografía
Molena se encuentra ubicada en las coordenadas 33°0′35″N 84°30′8″O / 33.00972, -84.50222.

## Demografía
Según la Oficina del Censo en 2000 los ingresos medios por hogar en la localidad eran de $40,673 y los ingresos medios por familia eran $41,818. Los hombres tenían unos ingresos medios de $31,875 frente a los $17,656 para las mujeres. La renta per cápita para la localidad era de $12,369. Alrededor del 10% de la población estaban por debajo del umbral de pobreza.